# Вер (гладиатор)
Вижте пояснителната страница за други личности с името Вер.
Вер (на латински: Verus) е роден в Мизия. Пленен и взет като роб, впоследствие става много известен гладиатор по времето на императорите Веспасиан и Тит в края на 1 век.
Неговата битка с приятеля му Приск (Келт по рождение) е връхната точна на игрите по повод откриването на Колизея през 80 г. Описана е в хвалебствена ода от Марциал и е единственото подробно описание на гладиаторска битка, което е оцеляло до наши дни. И двамата гладиатори са обявени за победители в битката и за награда получават свободата си.

## Вер в изкуството
- Животът и съдбата на Вер са в основата на документалната драма на BBC Colosseum – Rome's Arena of Death (2004).